# Gabriele Löschper
Gabriele Löschper (auch Gabi Löschper, Gabriele Löschper-Lichtinghagen; * 19. Dezember 1954 in Lüdenscheid) ist eine deutsche Psychologin und Kriminologin.
Löschper studierte Psychologie an der Universität Münster und schloss 1978 mit dem Diplom ab. 1981 promovierte sie dort. Die Habilitation im Bereich Sozialpsychologie und Kriminologie folgte 1997 an der Universität Bremen. Bis 2002 war Gabriele Löschper am Institut für Kriminologische Sozialforschung des Fachbereichs Sozialwissenschaften der Universität Hamburg tätig. Ab 2003 war sie Professorin an der Universität Hamburg.
Ab dem 1. Juli 2007 war sie Vizepräsidentin der Universität Hamburg für Struktur- und Personalentwicklung des wissenschaftlichen Personals. Nach dem Rücktritt der Präsidentin Monika Auweter-Kurtz leitete sie vom 9. Juli 2009 bis 30. April 2010 als „amtierende stellvertretende Präsidentin“ die Universität Hamburg interimistisch. Von 2010 bis zu ihrer Emeritierung 2020 war Löschper Dekanin der Fakultät für Wirtschafts- und Sozialwissenschaften.

## Schriften (Auswahl)
- Gabriele Löschper-Lichtinghagen: Definitionskriterien aggressiver Interaktionen, Normabweichung, Intention und Schaden als Einflussfaktoren auf die Definition von Verhaltensweisen als aggressiv. Dissertation, Universität Münster, 1981.
- Gabriele Löschper: Bausteine für eine psychologische Theorie richterlichen Urteilens. Nomos, Baden-Baden 1999 (Habilitationsschrift, Universität Bremen, 1997).
- Gabi Löschper, Gerlinda Smaus (Hrsg.): Das Patriarchat und die Kriminologie. Juventa, Weinheim 1999.